# Delta Electronics
Delta Electronics — тайваньская компания, производитель блоков питания и компьютерных вентиляторов.

## История
Компания была основана в 1971 году как предприятие по производству комплектующих к телевизорам. В августе 1975 года компания была зарегистрирована под названием Delta Electronics, Inc. В 1980 году компания начала производство комплектующих к импульсным блокам питания, с 1981 года — сетевых фильтров, с 1983 года — целых блоков питания. В 1986 году был начат выпуск компьютерных вентиляторов с бесщёточными моторами. Также в 1988 году акции компании были размещены на Тайваньской фондовой бирже. В 1989 году был открыт завод в Таиланде, позже на его основе была создана дочерняя компания Delta Electronics Thailand (DET). С 1990 года компания начала производство блоков питания к ноутбукам. В 1996 году началось производство источников бесперебойного питания.
В октябре 2009 года была куплена компания Cyntec. В 2015 году за 530 млн долларов была куплена норвежская компания Eltek. В 2012 году основатель компании Брюс Чэн ушёл из компании, генеральным директором стал его старший сын Чэн Пин, а председателем совета директоров — Хай Яньцэй. В ноябре 2016 года была куплена Unicom System Eng. Corp., тайваньский производитель оборудования для сборки компьютерной техники.
В мае 2020 года была куплена канадская компания Trihedral Engineering, разработчик программных пакетов SCADA. В 2022 году была куплена американская Universal Instruments Corporation, специализирующаяся на системах автоматизации. В июне 2023 года было объявлено о покупке немецкой компании TB&C Group, производителя комплектующих к гибридным автомобилям.

## Деятельность
Основной продукцией компании являются блоки питания и комплектующие для электротехнической промышленности, также производит дисплеи, бесщёточные вентиляторы, сетевые фильтры, пассивные электронные компоненты. Производственные мощности находятся в Тайване (Таоюань, Чжунли и Тайнань), КНР (Шанхай, Дунгуань, Тяньцзинь и Уцзян), Таиланде (Бангкок), Мексике (Тихуана), Германии (Тенинген и Зост).
Выручка компании за 2022 год составила 384,4 млрд новых тайваньских долларов (12,5 млрд долларов США), крупнейшими рынками для компании были КНР (30 % выручки), США (27 %), Тайвань (9 %), Таиланд (1 %).
Подразделения по состоянию на 2022 год:
- Power Electronics — блоки питания, зарядные устройства, преобразователи напряжения и вентиляторы, 59 % выручки;
- Automation — системы автоматизации производства, 14 % выручки;
- Infrastructure — комплектующие для энергетической и информационной инфраструктуры, 27 % выручки.

В 2023 году Delta Electronics заняла 872-е место в списке крупнейших публичных компаний мира Forbes Global 2000.